# 委內瑞拉犬齒河脂鯉
委內瑞拉犬齒河脂鯉，為輻鰭魚綱脂鯉目脂鯉亞目脂鯉科的其中一個種，為熱帶淡水魚，分布於南美洲委內瑞拉馬拉開波湖流域，體長可達23.7公分，棲息在底中層水域，生活習性不明。